# Episodi di SOKO Wismar (terza stagione)
La terza stagione della serie televisiva SOKO Wismar è stata trasmessa in anteprima in Germania dalla ZDF tra il 28 settembre 2005 e il 1º febbraio 2006.
| nº | Titolo originale      | Titolo italiano | Prima TV Germania | Prima TV Italia |
| -- | --------------------- | --------------- | ----------------- | --------------- |
| 1  | Die Möwe brennt       | inedito         | 28 settembre 2005 | inedito         |
| 2  | Fischköppe            | inedito         | 5 ottobre 2005    | inedito         |
| 3  | Feuerteufel           | inedito         | 12 ottobre 2005   | inedito         |
| 4  | Notwehr               | inedito         | 19 ottobre 2005   | inedito         |
| 5  | Eierdiebe             | inedito         | 26 ottobre 2005   | inedito         |
| 6  | Schöne Aussicht       | inedito         | 2 novembre 2005   | inedito         |
| 7  | Jagdfieber            | inedito         | 9 novembre 2005   | inedito         |
| 8  | Wikingergold          | inedito         | 17 novembre 2005  | inedito         |
| 9  | Der Zinker            | inedito         | 23 novembre 2005  | inedito         |
| 10 | Schnappschuss         | inedito         | 30 novembre 2005  | inedito         |
| 11 | La Paloma             | inedito         | 7 dicembre 2005   | inedito         |
| 12 | Blütenträume          | inedito         | 14 dicembre 2005  | inedito         |
| 13 | Brautvater            | inedito         | 21 dicembre 2005  | inedito         |
| 14 | Tödliche Freundschaft | inedito         | 28 dicembre 2005  | inedito         |
| 15 | Der Tote im Weinberg  | inedito         | 4 gennaio 2006    | inedito         |
| 16 | Grönerts Geburtstag   | inedito         | 18 gennaio 2006   | inedito         |
| 17 | Blind Date            | inedito         | 25 gennaio 2006   | inedito         |
| 18 | Vater gesucht         | inedito         | 1º febbraio 2006  | inedito         |